# Шентиль-в-Словенських Горицях
Шентиль-в-Словенських Горицях (словен. Šentilj v Slovenskih goricah) — поселення в общині Шентиль, Подравський регіон‎, Словенія.